# Петров, Владимир Иванович (хирург)
Владимир Иванович Петро́в (1925—2001) — советский и российский хирург.

## Биография
Родился 19 января 1925 года в Саранске (ныне Саранская область). Участник Великой Отечественной войны. Был тяжело ранен. Член ВКП(б) с 1945 года. В 1951 году окончил 1 ММИ имени И. М. Сеченова. Прошёл путь от клинического ординатора, ассистента, аспиранта, доцента, до профессора, заведующего кафедрой госпитальной хирургии лечебного факультета. Его учителем был академик Б. В. Петровский.
В 1959 году защищает кандидатскую диссертацию по диагностике сосудистых заболеваний. В 1970 году защищена докторская диссертация о повторных операциях на легких и бронхах.
В 1974—1987 годах ректор 1 ММИ имени И. М. Сеченова. Член-корреспондент АМН СССР (1978).
В. И. Петров — крупный ученый-хирург, ведущий специалист по применению различных физико-технических средств в медицинской практике.
Ему принадлежит большая заслуга в разработке повторных операций на легких, в реконструктивной и восстановительной хирургии легких.
Он первым применил метод ультразвуковой резки и сварки биологических тканей в пульмонологии. Им разработаны принципы использования ультразвука во время операций на легких с целью пневмолиза, декортикации легкого, рассечения рубцовых сращений при резекциях и пластических операциях на ребрах, метод продольной стернотомии с помощью ультразвуковых волноводов, применяющийся в сердечно-сосудистой и легочной хирургии, метод обработки ультразвуком остаточных плевральных полостей при эмпиеме плевры в случаях повторных оперативных вмешательств.
Его перу принадлежат монографии и ряд работ по лечению разлитого перитонита, предложен метод ультразвуковой обработки органов брюшной полости. Он известен научными работами в сосудистой хирургии. Они были посвящены лечению атеросклероза и эндартериита нижних конечностей. Им опубликованы (в соавторстве) монографии по хирургическому лечению вазореальной гипертензии.
Петров В. И. принял участие в создании 21 изобретения, которые были защищены 18 авторскими свидетельствами и 3 патентами. Всего В. И. Петров в соавторстве принял участие в создании более 200 научных работ, в том числе 4 монографии.
Под его руководством защищено 26 диссертаций по медицинской и медико-технической тематике. Петров является разработчиком русско-французского, русско-английского, русско-испанского медицинского словаря-разговорника.
В марте 2000 года приняты к изданию медицинский русско-немецкий разговорник и 3-е дополненное издание русско-английского разговорника.
В. И. Петров был делегатом XXV (1976) и XXVI съездов КПСС (1981).
Умер в 2001 году. Похоронен на Востряковском кладбище.

## Семья
- отец — Петров Иван Васильевич (1903—1941) до войны работал преподавателем в городе Саранске. Затем, переехав в Москву, окончил философский факультет Московского государственного университета. Был преподавателем, старшим преподавателем кафедры марксизма-ленинизма, заведовал этой кафедрой. Накануне войны являлся доцентом кафедры марксизма-ленинизма в 1 ММИ имени И. М. Сеченова. Ещё в годы Гражданской войны Иван Васильевич Петров повредил руки и был признан негодным к службе в армии. Однако, когда началась Великая Отечественная война, без колебания вступил в ополчение. Ушел на фронт политруком роты и погиб на подступах к Москве в октябре 1941 года.
- мать — Петрова Мария Федоровна (1890—1962).
  - жена — Петрова Зинаида Алексеевна (р. 1926) — инженер
    - дочь — Корнеева Татьяна Владимировна — врач, кандидат медицинских наук
    - внуки: Бугрий Алексей Юрьевич (р. 1974) — бизнесмен; и Корнеев Петр Александрович (р. 1984).

## Документальный фильм
О жизни и деятельности В. И. Петрова снят документальный фильм «Хирург, учёный, ректор» (1983)

## Награды и премии
- Государственная премия СССР (1972) — за разработку и применение в клинической практике методов ультразвукового соединения костей после переломов, ортопедических и торакальных операций, воссоздания костной ткани при заболеваниях и дефектах костей, а также ультразвуковой резки живых биологических тканей
- орден Ленина
- орден Октябрьской Революции
- два ордена Отечественной войны I степени (25.4.1945; 6.4.1985)
- орден Трудового Красного Знамени
- орден «Знак Почета»
- заслуженный профессор ММА имении И. М. Сеченова
- член Международного общества хирургов
- почетный член хирургического общества имени Хо-Ши-Мина во Вьетнаме
- действительный член Академии медико-технических наук (1993)